# Nagy Fehér Testvériség
A Nagy Fehér Testvériség számos New Age-szellemiséget követő új vallási mozgalom, illetve tradicionális beavató rend hit-, illetve fogalomrendszerében olyan, a tökéletesség fokára elért emberi lények, vagy ezt a szellemi nívót birtokló nagyhatalmú szellemi entitások (létezők, lények) közössége, akik - az egész emberiségért végzett - spirituális segítő szolgálatukat, tanításaikat egyes embereken, vagy emberek csoportján keresztül terjesztik. A nyugati világban először a Teozófiai Társulatot megalapító Helena Blavatsky beszélt róluk és utána többen is állították, hogy üzeneteket fogadnak a Fehér Testvériségtől. Néhányan ezek közül: Helena Roerich, Aleister Crowley, Alice A. Bailey, Guy Ballard, stb.

## Megjelenése

### A keresztény misztikában
Az emberi faj spirituális fejlődését kísérő és példamutatásukkal segítő megvilágosodott misztikusok titkos szervezetének gondolata először a XVIII. század végén Karl von Eckartshausen (1752-1803) "A felhő a szentély fölött" című könyvében, melyben a Nagy Fehér Testvériséget a "Lichtgemeinde" ("Fényközösség") kifejezéssel illeti. Eckartshausen felvetése élő és elhunyt misztikusok közösségéről szólt, melyet részben a "Szentek Közössége" keresztény elképzeléséből, részben pedig a korábban Európán átáramlott misztikusok, megvilágosodottak, vagy mágus adeptusok titkos társaságaiból merített, amilyen például a rózsakeresztesek testvérisége is volt.

### A teozófiában
1881-ben kezdődött meg a "Mahatma levelek" kiadása, melyeket állítólag Kuthumi mester fedett fel Alfred Percy Sinnett teozófus előtt, és amelyek nagy hatással voltak a Blavatsky-féle teozófia korai kialakulására. A levelekben az áll, hogy India és Tibet misztikus szervezeteinek magas rangú tagjai telepatikus kapcsolatba voltak képesek kerülni egymással, így Sinnett-tel is, hasonló módon ahhoz, ahogy a spiritiszta médiumok állítólagosan kapcsolatba tudnak lépni elhunyt személyekkel. A leveleket Sinnett publikálta és bennük a reinkarnáció tanát fejtette ki úgy, ahogy számára felfedték.
Eckartshausen elképzelése kiegészült a teozófiai tanításokban. 1877-ben Blavatsky asszony - a William Emmette Coleman, illetve Bruce F. Campbell átfogó kutatásai szerint nagymértékben plagizált - "Leleplezett Ízisz" című könyvében a tanítások kinyilatkoztatóit a "Rejtett Testvériség Mesterei" néven vagy pedig "Mahatmák"-ként említi. Blavatsky azt állította, hogy e mesterek földi képviselőivel fizikailag is találkozott Tibetben, továbbá hogy médiumi képességeinek köszönhetően ezután is kapcsolatban maradt velük és részesült tanításaikból. A Nagy Fehér Testvériség fogalma Charles W. Leadbeater "A mesterek és az ösvény" című könyvében, valamint Alice A. Bailey munkáiban különösen nagy hangsúllyal szerepel. Bailey szintén azt állította magáról, hogy kinyilatkoztatásokat kapott a Fehér Testvériségtől.

### A modern rózsakeresztességben
Arthur Edward Waite - aki az Arany Hajnal Hermetikus Rendje tagja is volt - 1898-ban megjelent ceremoniális mágiáról szóló könyve említést tesz beavatottak titkos csoportjáról, akik az arra érdemeseknek felfedik az igazságot és a bölcsességet. Az "Arany Hajnal" úgy tartja magáról, hogy a Nagy Fehér Testvériség külső, látható rendje.
Az 1915-ben Harvey Spencer Lewis által megalapított A.M.O.R.C. megkülönbözteti tanításaiban a Nagy Fehér Testvériséget és a Nagy Fehér Páholyt, előbbit a Páholy szellemi iskolájaként és testvériségeként tekintik és úgy tartják, hogy minden "az úton járó tanítvány" vágya az ehhez a testvériséghez való tartozás.

## Kapcsolódó irodalom

### Angolul
- ↑ Barrett: Barrett, David. Sects, 'Cults', and Alternative Religions – A World Survey and Sourcebook (angol nyelven). London: Blandford (1996). ISBN 0-7137-2567-2
- ↑ Godwin: Godwin, Joscelyn. The Theosophical Enlightenment (angol nyelven). Albany: State University of New York Press (1994)
- ↑ Campbell: Campbell, Bruce F.. Ancient Wisdom Revived – A History of the Theosophical Movement (angol nyelven). University of California Press (1980). ISBN 978-0520039681
- ↑ Hutton: Hutton, Ronald. The Triumph of the Moon – A History of Modern Pagan Witchcraft (angol nyelven), 19. o. (2000). ISBN 0-19-820744-1
- ↑ Leadbeater: C.W. Leadbeater: A mesterek és az ösvény (magyar nyelven). www.teozofia.hu . Magyar Teozófiai Társulat. [2019. május 14-i dátummal az eredetiből archiválva]. (Hozzáférés: 2019. május 22.)
- ↑ Lewis: H.S. Lewis. Rosicrucian Manual (angol nyelven). AMORC, 139-140. o. [1918] (2015)

### Magyarul
- ↑ Eckartshausen: Karl von Eckartshausen. A felhő a szentély fölött (magyar nyelven). Úny: Magyarországi Lectorium Rosicrucianum Egyesület [1802] (2015). ISBN 978-963-7420-65-8
- ↑ Waite: Waite, Arthur Edward. A ceremóniális mágia könyve (magyar nyelven). Hermit (2001). ISBN 978-963-9231-14-6

## Fordítás
- Ez a szócikk részben vagy egészben  a   Great White Brotherhood című angol Wikipédia-szócikk fordításán alapul.  Az eredeti cikk szerkesztőit annak laptörténete sorolja fel. Ez a jelzés csupán a megfogalmazás eredetét és a szerzői jogokat jelzi, nem szolgál a cikkben szereplő információk forrásmegjelöléseként.